# Genova ostroma (1747)
Genova második ostromára az osztrák örökösödési háború alatt 1747-ben került sor. Ennek során Schulenberg gróf sikertelenül próbálkozott a város bevételével.
Az osztrák erők az előző év során elfoglalták, majd egy felkelést követően elveszítették Genovát. Az 1747-es hadműveleteik egyik stratégiai célja a város visszaszerzése volt, mivel csak ezután vállalkozhattak hadjáratra Franciaország vagy Nápoly ellen. Schulenberg hadereje áprilisban ért a városhoz, de miután nem bizonyultak elégségesnek a város bevételéhez, júniusig várniuk kellett tizenkét szárd zászlóalj megérkezésére. A késlekedés lehetővé tette a franciák és spanyolok számára Joseph Marie de Boufflers herceg vezette erősítések bejuttatását a városba.
A Belle-Isle marsall és Las Minas tábornok vezette francia-spanyol hadsereg előrenyomulásával fenyegette Milánót, ezért a szárd csapatok az ostromot feladva a város védelmére siettek. Schulenberg ezt követően a szárdokat okolva feladta az ostromot.

## Fordítás
- Ez a szócikk részben vagy egészben  a   Siege of Genoa (1747) című angol Wikipédia-szócikk fordításán alapul.  Az eredeti cikk szerkesztőit annak laptörténete sorolja fel. Ez a jelzés csupán a megfogalmazás eredetét és a szerzői jogokat jelzi, nem szolgál a cikkben szereplő információk forrásmegjelöléseként.